# Markees Watts
Markees Watts (Lancaster, 7 dicembre 1999) è un giocatore di football americano statunitense che milita nel ruolo di outside linebacker per i Tampa Bay Buccaneers della National Football League (NFL).

## Carriera

### Tampa Bay Buccaneers
Al college Watts giocò a football all’Università di Charlotte. Dopo non essere stato scelto nel Draft, il 12 maggio 2023 firmò con i Tampa Bay Buccaneers. Dopo una pre-stagione positiva, il 29 agosto fu annunciato che avrebbe fatto parte dei 53 uomini del roster per l’inizio della stagione regolare. La sua prima annata si chiuse con 4 tackle e un sack in 7 presenze, nessuna delle quali come titolare.